# Geraldo Anhaia Mello
Geraldo Anhaia Mello (São Paulo, 15 de janeiro de 1955—12 de junho de 2010) foi um jornalista, videomaker e agitador cultural, graduado pela School of Visual Arts de Nova York. Fez seus primeiros trabalhos em vídeo no final da década de 1970. Participou de festivais e mostras no Brasil e no exterior.
Paulistano, de família tradicional, foi ativo também na área de preservação das edificações de arquitetura moderna marcante, como o Sobre as Ondas, no Guarujá, do qual foi síndico. O projeto é assinado por Jaime Campello Fonseca Rodrigues (que morreu durante a construção) e Oswaldo Corrêa Gonçalves, autor também do Teatro de Santos  e responsável pela urbanização da praia de São Lourenço, em Bertioga. Para o projeto do Sobre as Ondas foram levados em consideração diversos conceitos do modernismo, como as curvas, que fazem o edifício "abraçar" o mar.
De volta a São Paulo, Geraldinho passou a viver no edifício Copan, sobre o qual fez um documentário para a TV Cultura em janeiro de 2010.

## Repórter-abelha
Geraldinho Anhaia Mello foi um dos precursores da videorreportagem, como repórter-abelha, experiência iniciada pela TV Gazeta, no programa TV Mix, em meados da década de 1980. Com ele trabalharam, nesse formato, Tadeu Jungle, Caio Fernando Abreu,  Cléber Machado, Renata Netto (hoje na ESPN), Marcelo Tas, Fernando Meirelles, Rogério Brandão, Astrid Fontenelle, Serginho Groissman, Alê Primo, Anna Muylaert entre outros.

## O caso do MIS
Em 1993, o Museu da Imagem e do Som de São Paulo (MIS) exibiu o documentário intitulado  Beyond Citizen Kane , do cineasta britânico Simon Hartog,   sobre a história da Rede Globo de Televisão e de Roberto Marinho. Geraldinho Anhaia Mello, então programador do MIS, foi demitido pelo secretário de Cultura do estado de São Paulo, Ricardo Ohtake, por ordem direta do então governador Fleury. A justificativa foi de que a exibição não teria sido autorizada pelo autor do documentário, tratando-se, portanto, de "pirataria". Entretanto, o próprio Simon Hartog, tão logo soube do que se passara, enviou comunicado liberando o documentário para exibição irrestrita em território brasileiro.
Mas, na Inglaterra, ainda segundo Eliis, a lei de direitos autorais permite "o uso de trabalhos escritos e, por extensão, audiovisuais, desde que 'com o propósito de fazer comentários e revisões críticas' sobre aquela obra".
Geraldo Anhaia Mello fez cópias do documentário e providenciou a dublagem e a distribuição, além da edição de um livro contando a transcrição do filme. "Muito Além do Cidadão Kane" virou um ícone na luta pela democratização do acesso à informação desde os anos 1990, quando já circulava em VHS nos sebos e nas universidades.

## Surfe
Geraldo surfava e incentivava o surgimento de novos talentos do esporte. Pagou de seu bolso viagens para campeonatos de muitos surfistas humildes do Guarujá.